# Lapeirousia violacea
Lapeirousia violacea är en irisväxtart som beskrevs av Peter Goldblatt. Lapeirousia violacea ingår i släktet Lapeirousia och familjen irisväxter. Inga underarter finns listade i Catalogue of Life.